# Antocyanidin

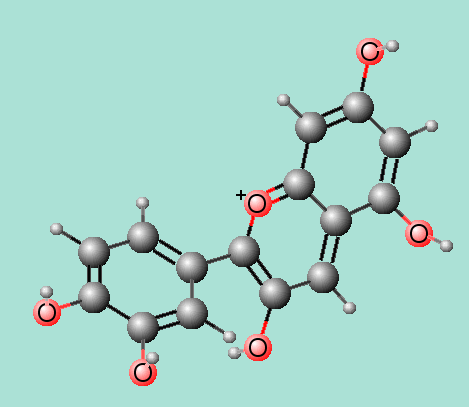
Exempel på molekylstruktur

Antocyanidiner är en grupp naturligt förekommande pigment som tillhör flavonoidklassen av växtpigment. De finns i många frukter, grönsaker, och blommor, och de bidrar till de livfulla röda, blå och lila färgerna som vi ser i naturen. Antocyanidiner är vattenlösliga finns i bland annat blåbär, rödbetor, rödkål och körsbär.
Antocyanidiner kan variera i färg beroende på pH-värdet i lösningen. I sura miljöer tenderar de att visa röda nyanser, medan de i mer alkaliska miljöer kan visa blå till lila nyanser.
De är starkt antioxiderande, vilket innebär att de kan skydda cellerna mot skador orsakade av fria radikaler. Detta gör dem intressanta ur hälso- och näringssynpunkt, och de har studerats för potentiella hälsofördelar, inklusive skydd mot hjärtsjukdomar och vissa former av cancer.
Antocyanidiner används också som naturliga färgämnen inom livsmedels- och kosmetikaindustrin. De är attraktiva alternativ till syntetiska färgämnen eftersom de erbjuder en naturlig lösning för att färgsätta produkter.